# هرم سنوسرت الأول
هرم سنوسرت الأول هو هرم مصري بني ليكون مكان دفن الفرعون سنوسرت الأول. تم بناء الهرم خلال الأسرة الثانية عشرة لمصر في اللشت، بالقرب من هرم والده، أمنمحات الأول.

## مواصفات الهرم
الهرم إرتفاعه 61.25 متر. وهو منحدر الوجوه الأربعة 49 درجة 24 '. استخدم الهرم طريقة بناء لم يسبق لها مثيل في تاريخ بناء الأهرام المصرية. هذه الطريقة الجديدة في البناء لم تكن فعالة لذلك يعاني الهرم المكتمل من مشاكل في الاستقرار.
مدخل الهرم في رقعة الهرم عند سفحه، وكان الممر عندما وجد الهرم يؤدي إلي حجرة الدفن مسدود بقطع كبيرة من الجرانيت، والهرم محاط بجدار عظيم زُين بألواح منقوشة باسم الملك سنوسرت الأول وعلى مقربة من هذا الهرم، أقام كاهن هليوبولس الأعظم أمحوتب قبرًا له، وتدل ظواهر الأحوال على أنه هو الذي أشرف على بناء هذا الهرم.